# Колев, Станчо
Станчо Иванов Колев (болг. Станчо Иванов  Колев, род. 11 апреля 1937) — болгарский борец-вольник, неоднократный призёр Олимпийских игр и чемпионатов мира.

## Биография
Родился в 1937 году в селе Християново общины Стара-Загора Старозагорской области.
Чемпион Спартакиады дружественных армий 1958.
В 1959 году завоевал серебряную медаль чемпионата мира.
В 1960 году стал обладателем серебряной медали Олимпийских игр в Риме.
На чемпионате мира 1963 года завоевал бронзовую медаль.
В 1964 году стал обладателем серебряной медали Олимпийских игр в Токио.
В 1965 году завоевал серебряную медаль чемпионата мира.
Кавалер народного ордена Труда Болгарии (1960).